# Harriet Howard

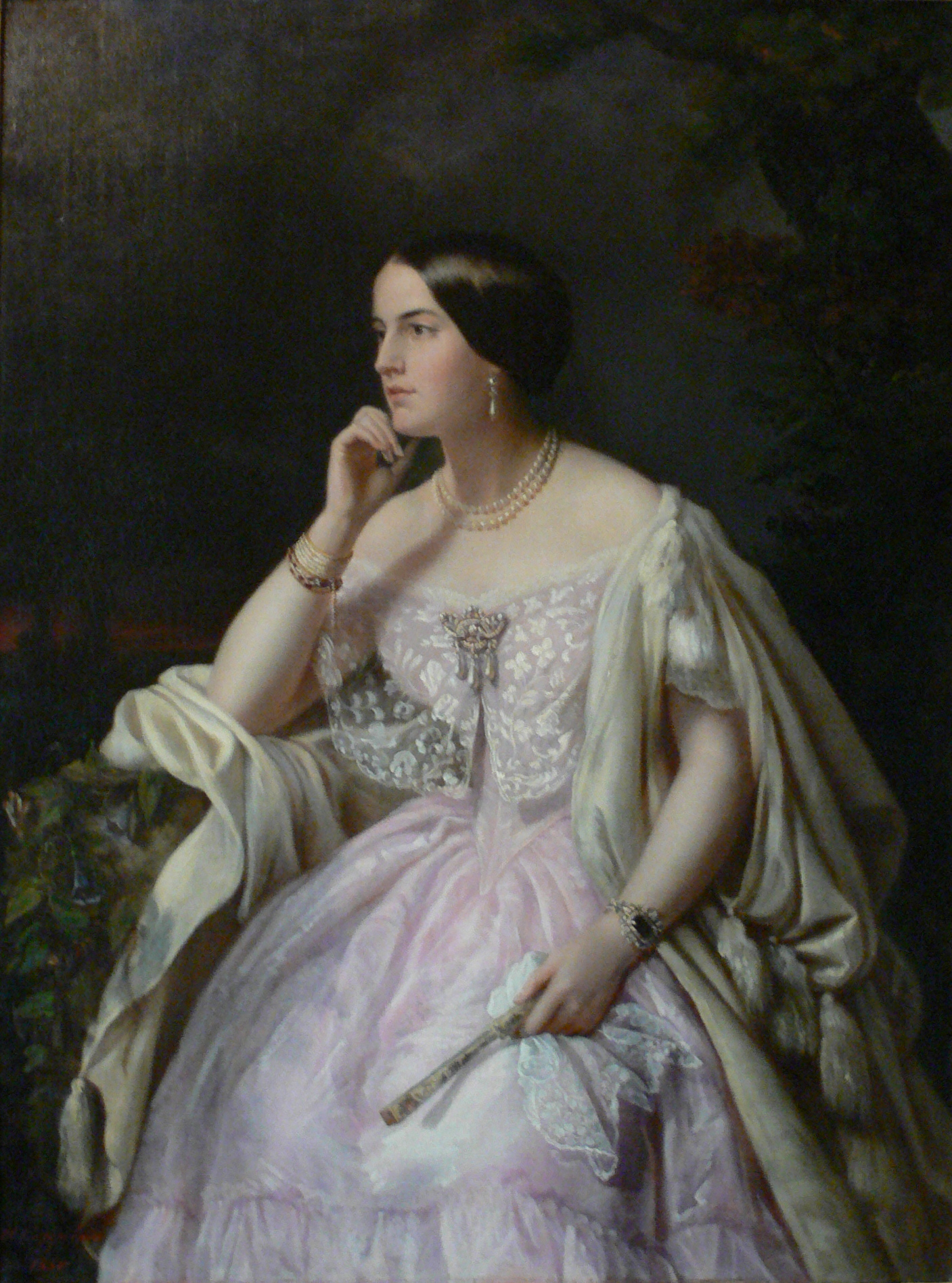
Henriette Cappelaere: Porträt der Elisabeth-Ann Haryett

Harriet Howard (geboren am 13. August 1823 als Elizabeth Ann Haryett in Brighton; gestorben am 19. August 1865) war die Mätresse und finanzielle Gönnerin Napoleons III. in den Jahren 1846 bis 1848. Er erhob sie 1852 zur Comtesse de Beauregard.

## Leben
Sie wurde als Tochter eines Schuhmachers in Brighton geboren und war Enkelin eines Hotelbesitzers dort. Im Jahr 1838 wurde sie die Geliebte von Jem Mason, einem Jockey und Sohn eines Pferdehändlers, welcher sie aus ihrem Elternhaus nach London „entführte“. Die eine Schauspieler-Karriere anstrebende junge Frau benannte sich in Harriet Howard um und fand 1841 einen neuen Liebhaber, den verheirateten Major Mountjoy Martyn. Sie gebar ihm den Sohn Martin Constantin Haryett, welcher bei seiner Taufe als ihr jüngerer Bruder ausgegeben wurde. Mountjoy Martyn stattete sie mit einem ungewöhnlich großen Vermögen und Grundbesitz aus.
Im Haus ihrer Bekannten Marguerite Gardiner, Countess of Blessington lernte sie 1846 Charles Louis Napoléon Bonaparte kennen, welcher nach zwei Putschversuchen in den vergangenen Jahren in der französischen Festung Ham eingekerkert gewesen und soeben nach England geflohen war. Mit der Zustimmung Mountjoy Martyns mietete sie dem mittellosen Exilanten ein Haus in der Berkeley Street und zog dort mit Napoléon zusammen. Auch Napoléons zwei junge Söhne kamen in den Haushalt und wurden gemeinsam mit Howards Sohn erzogen. Die Affäre schadete dem Ruf Napoléons in London erheblich.
Sie nutzte ihr Vermögen, um seine Rückkehrbemühungen zu unterstützen. Tatsächlich konnte Napoléon im Dezember 1848 die Präsidentschaftswahlen in Frankreich gegen den Amtsinhaber Louis-Eugène Cavaignac für sich entscheiden, worauf ihm Howard nach Paris folgte und in ein Haus nahe dem Élysée-Palast zog. Napoléon, weiterhin ihr Geliebter, ernannte sich dann 1851/1852 zum Kaiser und gründete damit das Zweites Kaiserreich, wobei Miss Howard ihn auch hierbei mit ihren Geldmitteln unterstützte.

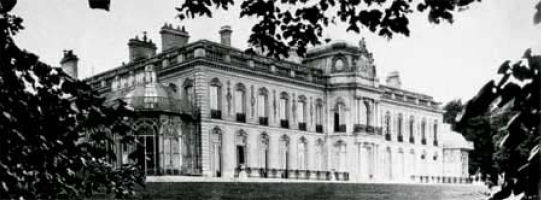
Château de Beauregard, im Jahre 1872

Am Tag des Plebiszits, mit dem sich Napoléon 1852 als Kaiser legitimierte, revanchierte er sich bei Miss Howard durch die Verleihung des Titels der Gräfin de Beauregard und die Vergabe des dazugehörigen Schlosses Beauregard in La Celle-Saint-Cloud. Da er die Liebhaberin somit abgefunden hatte, konnte er ohne größere Hofskandale Eugénie de Montijo heiraten. Dennoch besuchte er sie bereits sechs Monate später erneut, bis ihm Eugenie weitere Kontakte untersagte.
Miss Howard heiratete 1852 den Pferdezüchter Clarence Trelawny, von dem sie sich 1865 wieder scheiden ließ. Sie starb im selben Jahr und wurde in Le Chesnay bestattet. Ihr Sohn Martin (gestorben 1907) wurde von Napoléon ebenfalls in den Adelsstand erhoben und heiratete in den ungarischen Adel ein.
Harriet Howards Freund und Rechtsanwalt Nathaniel Strode wurde ihr Testamentsvollstrecker. Er hatte 1860 das Herrenhaus Camden Place in Chislehurst, Grafschaft Kent (heute: London Borough of Bromley) erworben. Er kannte Napoleon III. seit 1846 und stellte dem Kaiser nach seinem Sturz 1871 sein Landhaus als Exilresidenz zur Verfügung. Dort starb dieser im Januar 1873.